# Lejde
Lejde eller frit lejde er sikkerhed for, at den, der frivillig giver sig i en andens magt, ikke skal forulempes ved personligt angreb, ved retsforfølgning eller lignende. Lejde tilsagdes i Middelalderen i reglen ved et lejdebrev (saluus conductus), se for eksempel Erik Menveds lejdebrev 1299 for Jens Grand, Script, rerum Danicarum VI. 335 og 341. Danske Lov 3—20—1 (Norske Lov 3—22—1) taler om »Kongens særdeles Lejdebrev«, der var en betingelse for, at jøder straffrit kunne komme ind i riget. Lejde er i nutiden upraktisk i Danmark, jfr. kronvidne. I krigstid spiller lejde (fr.: sauf-conduit) derimod vedblivende en rolle. Ordet betegner her tilladelser, som af de krigsførende magter eller deres militær myndigheder meddeles fjendtlige eller neutrale personer, og hvorved det tillades disse at begive sig et eller andet sted hen, f.eks. at passere gennem de militære linjer, uden at risikere personlig overlast eller tilfangetagelse.
Frit lejde er et usikkert begreb, som ikke nødvendigvis indebærer beskyttelse mod tredje part. Der findes endvidere eksempler på en upålidelig statsmagters misbrug af begrebet for at fremme egne interesser, således f.eks. i 1995, hvor Saddam Husseins to svigersønner flygter fra Irak og anmoder om asyl i Jordan. Senere får de frit lejde til at vende hjem, men bliver myrdet ved hjemkomsten.
Et kronvidne er betegnelsen for det vigtigste vidne i en retssag, men det var oprindeligt en praksis, som kunne minde om frit lejde. Begrebet (King's evidence) stammer fra engelsk retspraksis, som lover straffrihed for en strafskyldig person, hvis han lader sig bruge som vidne mod sine medskyldige.
I to perioder i de senere årtier (1. november – 1. december 1997 samt 14. maj – 14. juni 2009) har rigspolitichefen givet frit lejde til at aflevere ulovlige våben på landets politistationer. Ejerne kunne på den måde undgå at blive tiltalt for ulovlig våbenbesiddelse. Ligeledes bestemte Justitsministeriet en frit-lejde-aktion i 2017 (1. juni – 1. juli).

## Reference
1. ↑  Frit lejde: 500 våben på 13 dage – Danmark (Webside ikke længere tilgængelig)
2. ↑  "Frit lejde skal nedbringe antallet af våben i omløb | Justitsministeriet". Arkiveret fra originalen 9. juli 2017. Hentet 29. juni 2017.

| Jura | Spire Denne juraartikel er en spire som bør udbygges. Du er velkommen til at hjælpe Wikipedia ved at udvide den. |